# Szombierki

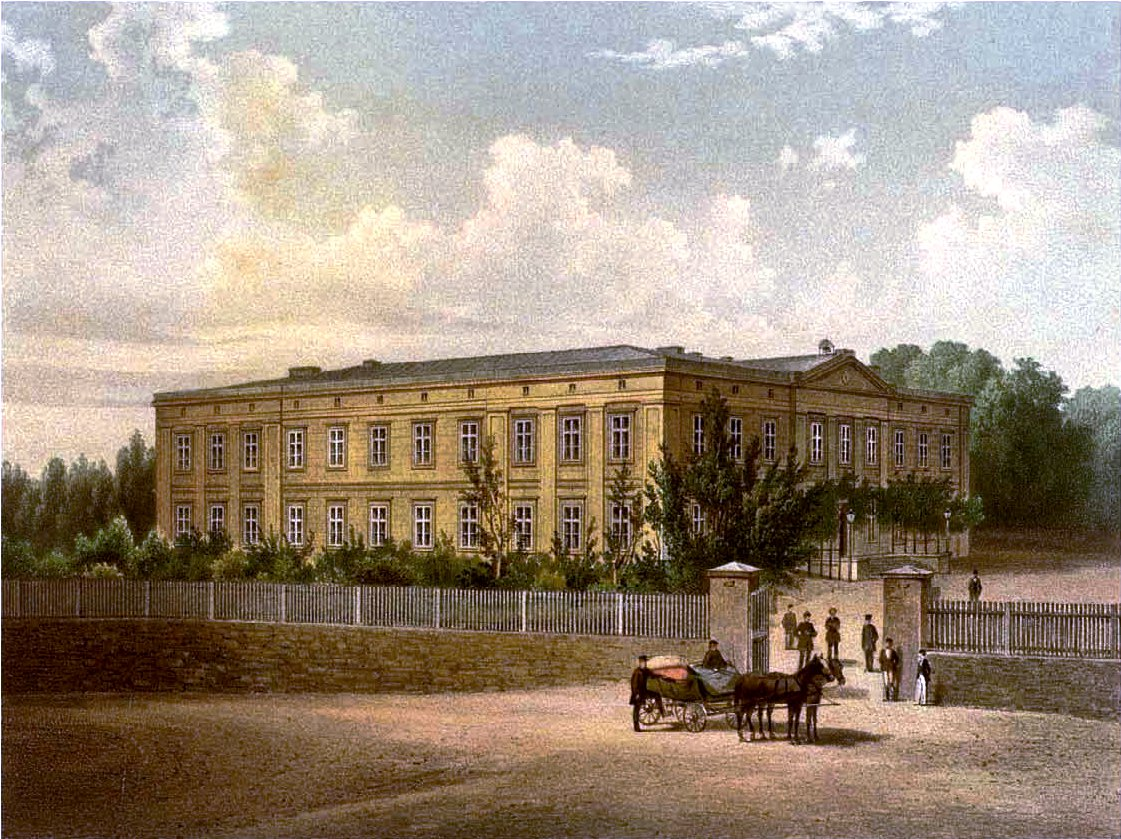
Schloss Schomberg, 19. Jahrhundert

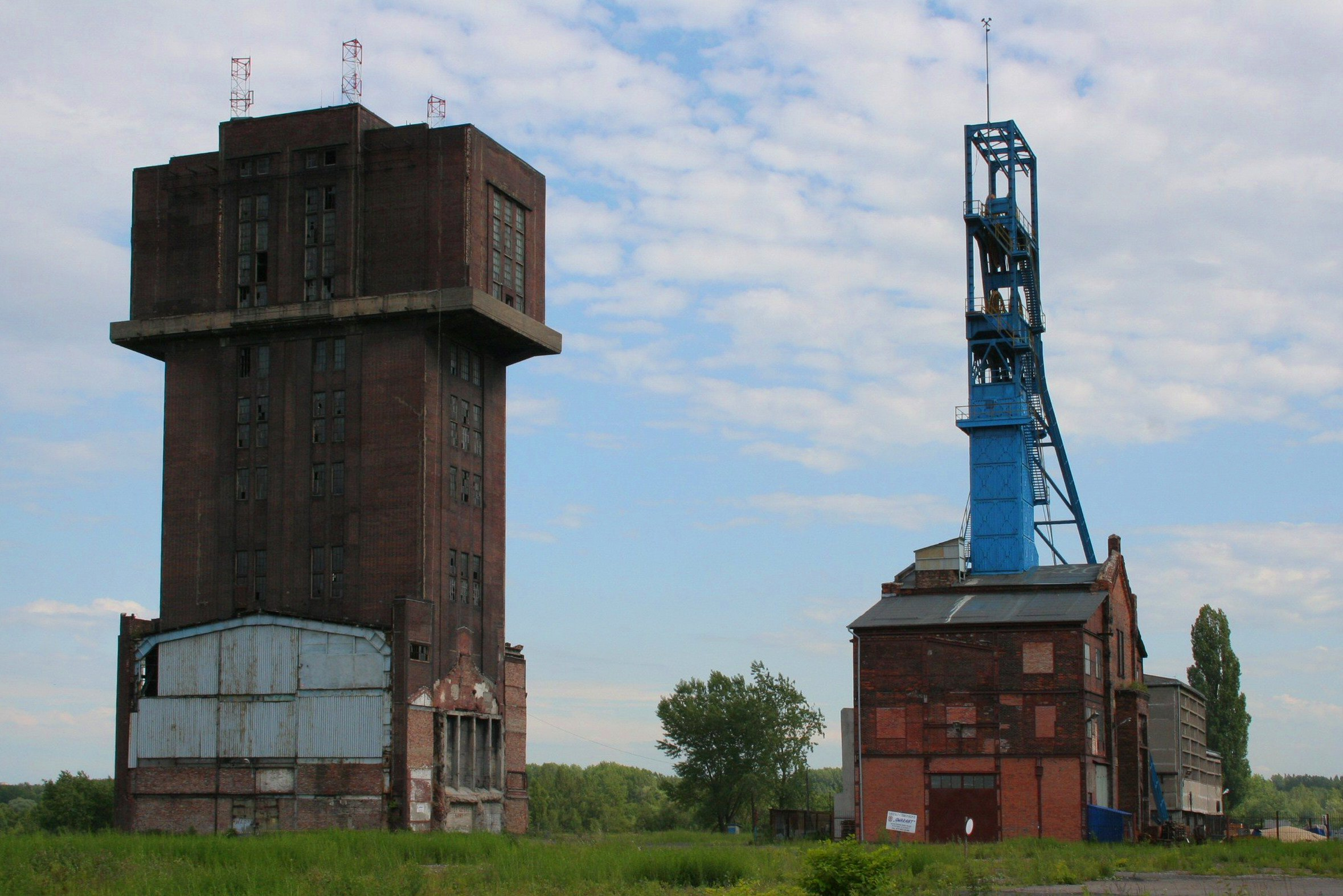
Die Reste der Steinkohlegrube Szombierki

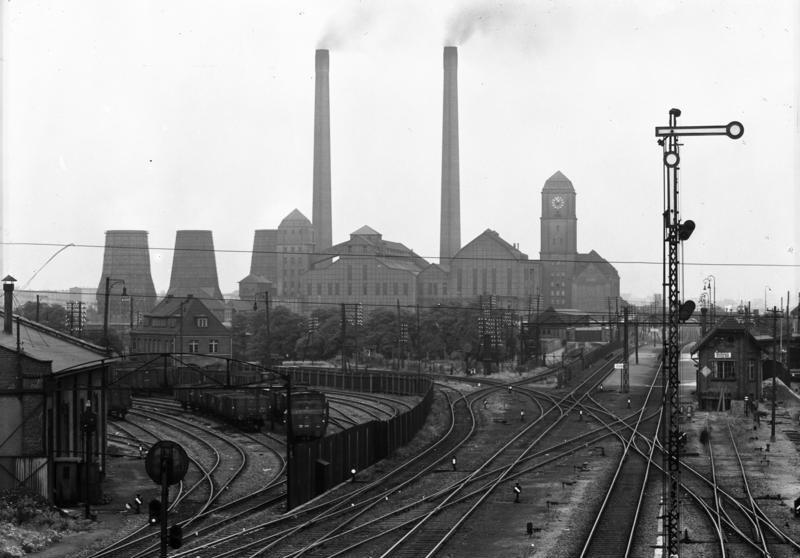
Kraftwerk Oberschlesien um 1930

Szombierki (deutsch Schomberg) ist ein Stadtteil und Stadtbezirk von Bytom (Beuthen) in Oberschlesien. Bis 1951 war er eigenständige Gemeinde, im selben Jahr erfolgte die Eingemeindung in die Stadt Bytom.

## Geschichte

### Die Anfänge
Die erste Erwähnung des Dorfes findet sich in der Urkunde über die Teilung der Stadt Beuthen und des Beuthener Landes durch den böhmischen König Karl IV. vom 26. Januar 1369. Im Mittelalter war Schomberg ein Dorf auf einem kleinen Hügel, das von großen Waldstücken mit Feldern, Wiesen und zahlreichen natürlichen Teichen umgeben war. Als kleine landwirtschaftliche Siedlung funktionierte Schomberg bis Anfang des 19. Jahrhunderts.

### Industrialisierung und deutsches Kaiserreich
1768 wurde in Szombierki das erste Steinkohle-Bergwerk eröffnet, es wurde um 1820 geschlossen. 1828 wurde die katholische Schule eröffnet. Seit 1848 war das Rittergut Schomberg im Besitz der Gräfin Schaffgotsch-Godulla, Adoptivtochter und Alleinerbin von Karl Godulla. 1865 bestand Schomberg aus einem Dorf und einem Rittergut und hatte fünf Bauern, acht Halbbauern und 16 Gärtner, sowie eine Bierbrauerei und eine Branntweinbrennerei. Vorhanden war die Schomberger Kohlengrube.
1869 wurde in Schomberg das Steinkohlebergwerk Hohenzollerngrube eröffnet, damals das modernste Oberschlesiens, es hatte 1883 die erste unterirdische elektrische Lokomotive in Europa. Ende des 19. Jahrhunderts arbeiteten rund 80 Prozent der Einwohner von Schomberg in der Industrie. Die Errichtung und Entwicklung des Bergwerks „Hohenzollern“ war mit einem Anstieg der Beschäftigtenzahl und dementsprechend mit steigender Einwohnerzahl verbunden. Also begann die Mine, neue Häuser für die Bergleute und ihre Familien zu bauen, typische bescheidene Arbeiterhäuser aus unverputztem rotem Backstein. 1898 wurden in Schomberg zwei Straßenbahnlinien gebaut – nach Zabrze (Hindenburg) und Chebzie (Morgenroth). Mitte 1900 wurde die Hauptleitung entlang Schomberg von Beuthen nach Bobrek verlegt; sie versorgte die Einwohner regelmäßig mit Wasser. 1905 hatte der Ort 3837 Einwohner.

### Weimarer Republik und Nationalsozialismus
1920 wurde das Heizkraftwerk Oberschlesien (heute Szombierki) in Betrieb genommen. Die Gräflich Schaffgotsch’sche Grubenverwaltung baute Wohnhäuser für Knappen und gewährte soziale Privilegien in Form von Kohlezulagen.
Bei der Volksabstimmung in Oberschlesien am 20. März 1921 stimmten 702 Wahlberechtigte für einen Verbleib bei Deutschland und 1996 für die Zugehörigkeit zu Polen. Auf Gut Schomberg stimmten 244 Personen für Deutschland und 371 für Polen. Schomberg verblieb nach der neuen Grenzziehung beim Deutschen Reich.
Am 27. April 1929 wurde im Bergwerk ein Förderturm für den heutigen Schacht „Krystyna“ (ursprünglich Kaiser-Wilhelm-Schacht) gebaut und in Betrieb genommen, er ist bis heute das Symbol des Stadtteils. Am 28. Januar 1945 marschierte die sowjetische Armee in Schomberg ein. 448 Personen, meist Deutsche wurden zur Zwangsarbeit in die Sowjetunion abgeschoben.
1933 lebten im Ort 8081 Einwohner. Bis 1945 befand sich der Ort im Landkreis Beuthen. Das Schomberger Schloss wurde 1945 zerstört.

### Szombierki in Polen
Seit 1945 gehört der Ort zu Polen, er wurde von 1945 erst in Chruszczów umbenannt und erhielt dann spätestens in den 80er Jahren wieder den polnischen Namen Szombierki.
Im Juli 1948 waren im Bergwerk „Szombierki“ 4.372 Personen beschäftigt. Das Bergwerk beschäftigte auch etwa 400 Frauen, meist die Ehefrauen deportierter Bergleute oder Witwen.
Im Norden des heutigen Stadtteils befindet sich eine Wohnsiedlung mit sogenannten Finnischen Ferienhäusern von 54,42 m² Fläche. Sie wurden aus Finnland im Tausch für Kohle und Koks importiert, um die Wohnungsnot zu lindern, sind immer noch bewohnt und gelten als Denkmal der Nachkriegsarchitektur in Oberschlesien.
1951 trat Szombierki der Stadt Bytom bei. Von diesem Moment an verwandelte sich das ehemalige Bauerndorf in ein großes Industrieviertel der Stadt; 1960–1979 wurden mehrere große Wohnsiedlungen sowohl im nördlichen als auch im südlichen Teil von Szombierki gebaut. 1965 wurde im Bereich der Halden und Ödlande ein Sport- und Erholungszentrum errichtet. Auf einer Fläche von 40 ha entstand ein neues Hauptstadion für knapp 30.000 Zuschauer. Der größte Erfolg der Fußballmannschaft von GKS Szombierki war 1980 der Gewinn des polnischen Meistertitels.
Die Zeche „Szombierki“ wurde am 1. September 1993 mit der Zeche „Centrum“ in Bytom zusammengelegt, 1997 begann die Stilllegung des Bergbaubetriebs „Szombierki“. Ende der 90er Jahre wurde eine zweite Pfarrkirche am Ende der Wyzwolenia-Straße gebaut; die Grundsteinlegung der neuen Pfarrei Himmelfahrt Christi fand am 1. Juni 2000 statt. Entlang der ulica Zabrzańska wurden Einzelhandelsgeschäfte von Tesco und Lidl gebaut.

## Bauwerke und Sehenswürdigkeiten
- Die Herz-Jesu-Kirche (Kościół Najświętszego Serca Pana Jezusa) ist eine neoromanische Kirche mit neogotischen Elementen aus dem Jahr 1904, sie befindet sich in der ul. Modrzewskiego 2. Die Bleiglasfenster stammen von der Münchener Firma Mayer, die Altäre schuf der Beuthener Emil Mrowietz, die Gemälde die Malerin Anna Maria von Öer. In der Krypta ist das Grabmal des deutschen Industriellen Karl Godulla. Architekt war Wilhelm Wieczorek.[4]

- Die Margarethenkirche (Kościół św. Małgorzaty) liegt an der ul. Małgorzatki. Um 1170 gründete Bolesław Kraushaar eine romanische Backsteinkirche St. Margaretha. Nach der Eroberung Bytoms durch die Hussiten im Jahr 1430 wurden die Burg und die dazugehörige Kirche wahrscheinlich vollständig zerstört; die Überreste wurden bisher nicht entdeckt. Im 16. Jahrhundert stand auf dem Hügel eine Holzkirche, an deren Stelle 1676 eine weitere Holzkirche errichtet und 1880 abgerissen wurde. Seit 1861 dient das Gebäude als Friedhofskirche. Die heutige, bereits vierte Kirche St. Margaretha wurde 1881 im neugotischen Stil erbaut nach dem Entwurf von Jan Kowolik. Die Weihe fand am 7. Juni 1881 statt. Die Glocke am Turm wurde bei archäologischen Ausgrabungen in der Vorhalle der Kirche gefunden, sie stammt aus dem Jahr 1734 und ist dem Heiligen Johannes Nepomuk geweiht. Auf dem Hügel befindet sich neben der Kirche und dem Friedhof auch das seit 1940 dort befindliche Ordenshaus der Steyler Missionare.

- Die Mariensäule lag in den 30er Jahren außerhalb des Baugebietes.
- Die Kapelle St. Josef (Kaplica św. Józefa) aus dem Jahr 1863 im neogotischen Stil wurde erbaut als Votivgabe nach der Cholera-Epidemie von 1854 und ist heute ein polnisches Kulturdenkmal.
- Das ehemalige Rathaus wurde im Jahr 1913 gebaut und diente bis zur Eingemeindung nach Bytom 1951 als Sitz der Gemeindeverwaltung. Nach umfassenden Renovierungsarbeiten 2009 ist es heute Sitz verschiedener Unternehmen. Vor dem Rathaus wurde 1935 ein Denkmal zu Ehren von 158 im Ersten Weltkrieg gefallenen Einwohnern von Schomberg errichtet. Auf dem runden Sockel befand sich ein bei Kaunas erbeuteter russischer Mörser. Das Denkmal wurde 1945 abgerissen und der Sockel 2009 entfernt.

- Das ehemalige Kraftwerk Oberschlesien (Dawna Elektrownia Szombierki) in der heutigen ul. Kosynierów 30 wurde von 1916 bis 1920 nach Plänen der Berliner Architekten Emil und Georg Zillmann für den Schaffgotsch-Konzern gebaut. Es besteht aus modernistischen Backsteinbauten.[5]
- Die ehemalige Hohenzollerngrube (Kopalnia Węgla Kamiennego Szombierki) liegt an der heutigen ul. Zabrzańska. Sie wurde 1869 gegründet, erhalten ist bis heute der Basteiturm des früheren Förderschachtes Kaiser Wilhelm (Krystyna) aus dem Jahre 1928.[6]
- Der Park Fasan (Fazaniec) ist ein historischer Park, der sich zwischen Szombierki (Schomberg), Bobrek (Bobrek) und Orzegów (Orzegow) erstreckt und 18,1 ha umfasst. In der zweiten Hälfte des 19. Jahrhunderts legte Graf Hans Ulrich Schaffgotsch hier einen Privatpark rund um sein Fasanenhaus an. 1933 wurde die Gemeinde Eigentümerin des Parks. 1987 wurde Fazaniec in das polnische Denkmalregister eingetragen.

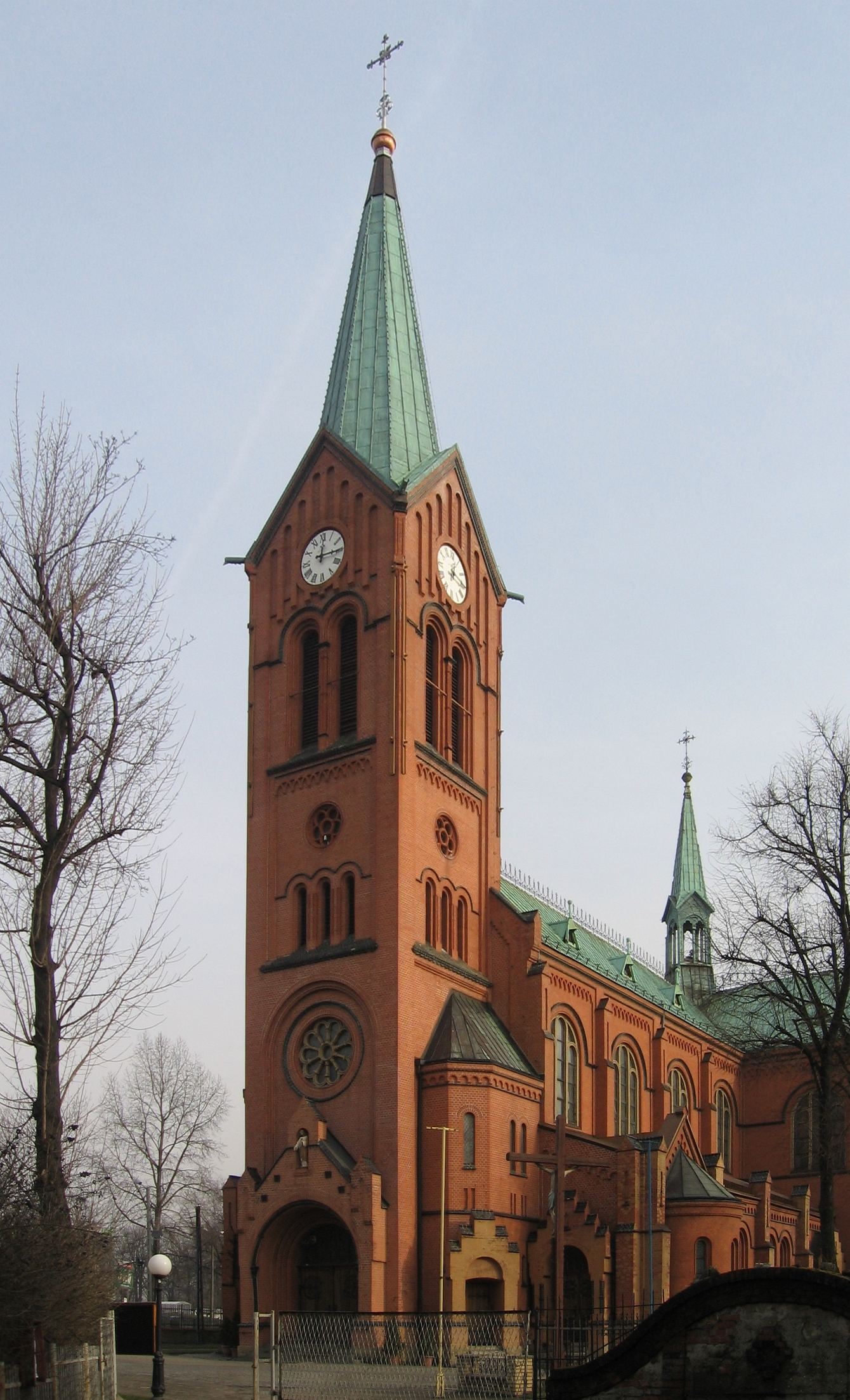
Die Herz-Jesu-Kirche
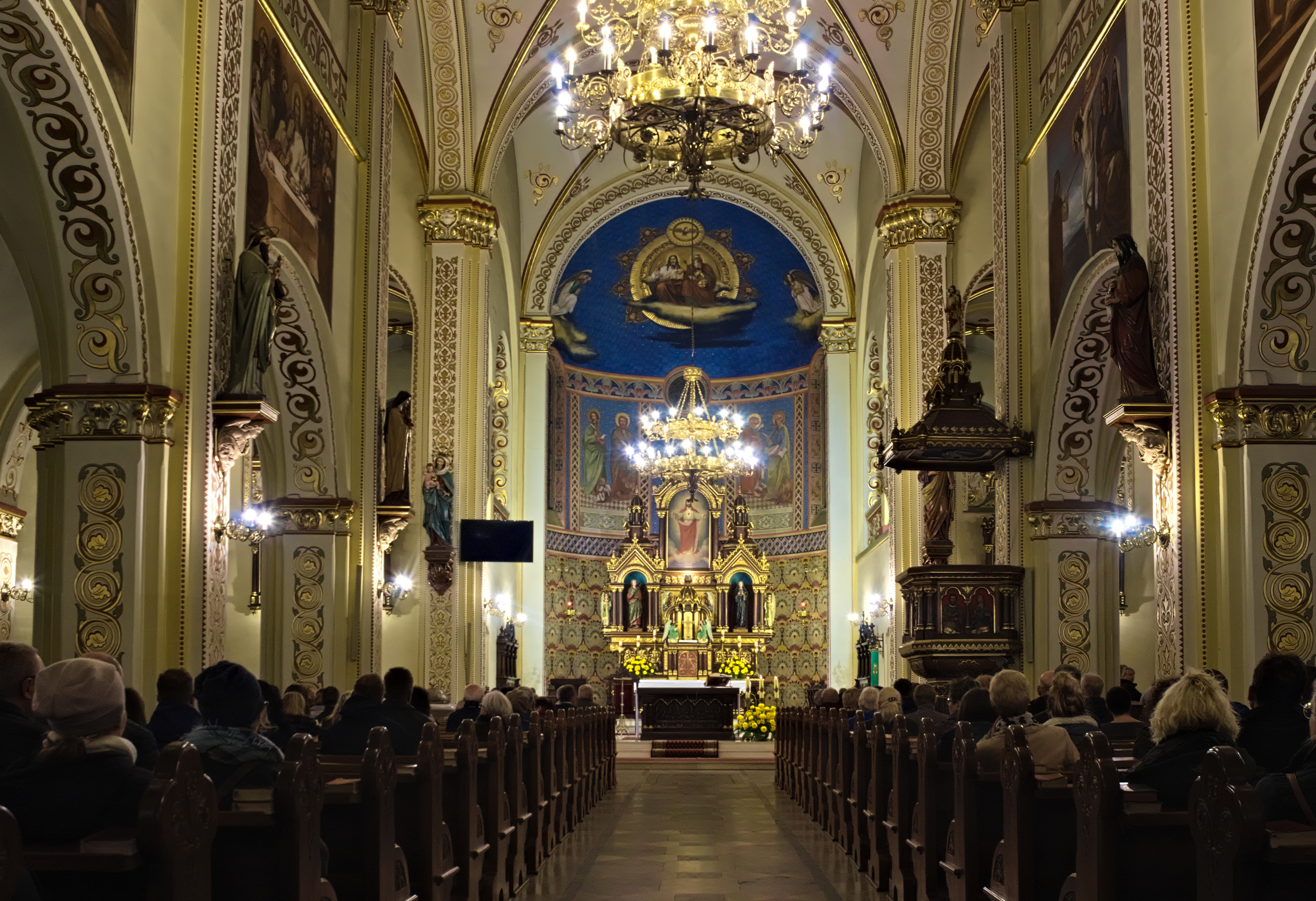
Das Innere der Herz-Jesu-Kirche
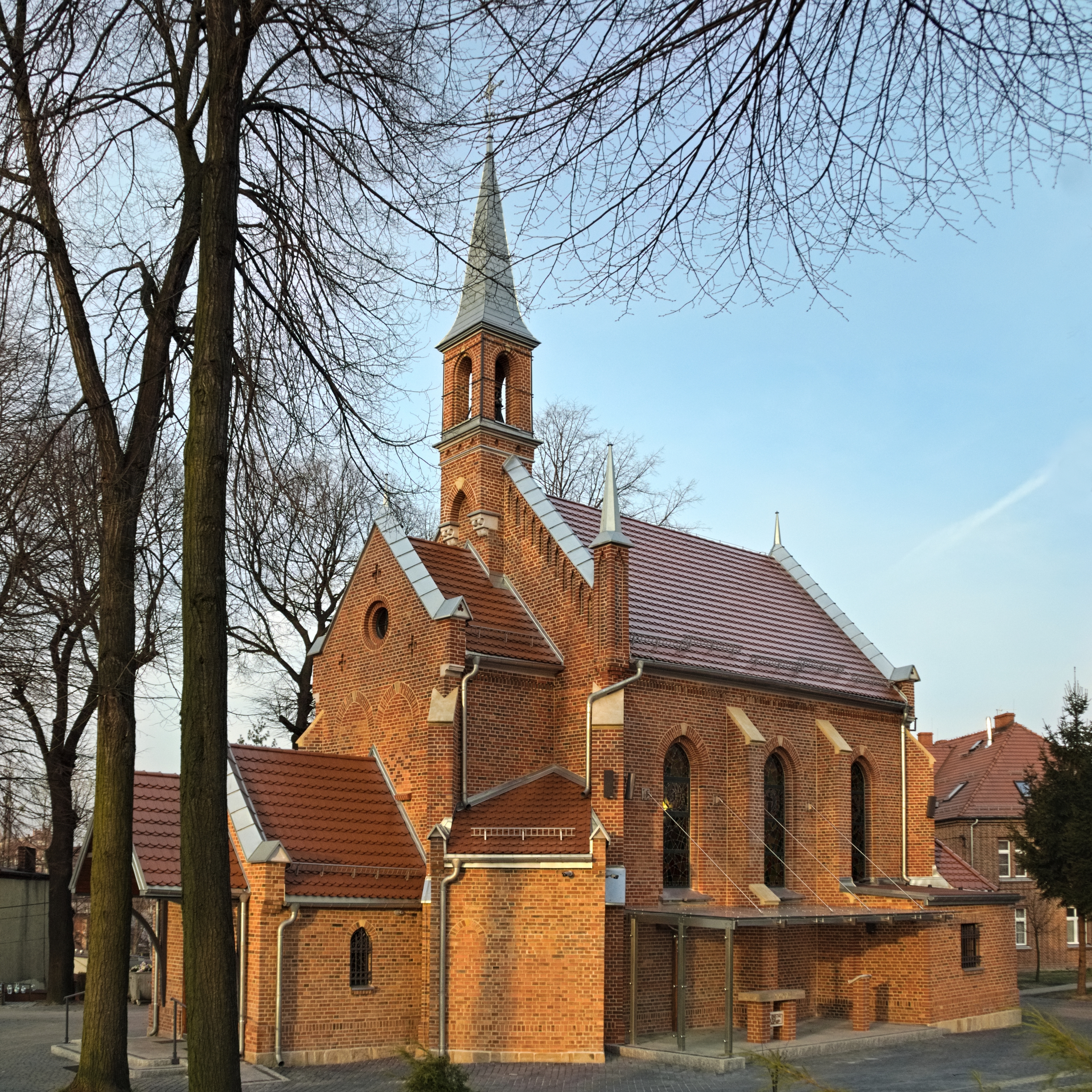
Die Kirche St. Margaretha
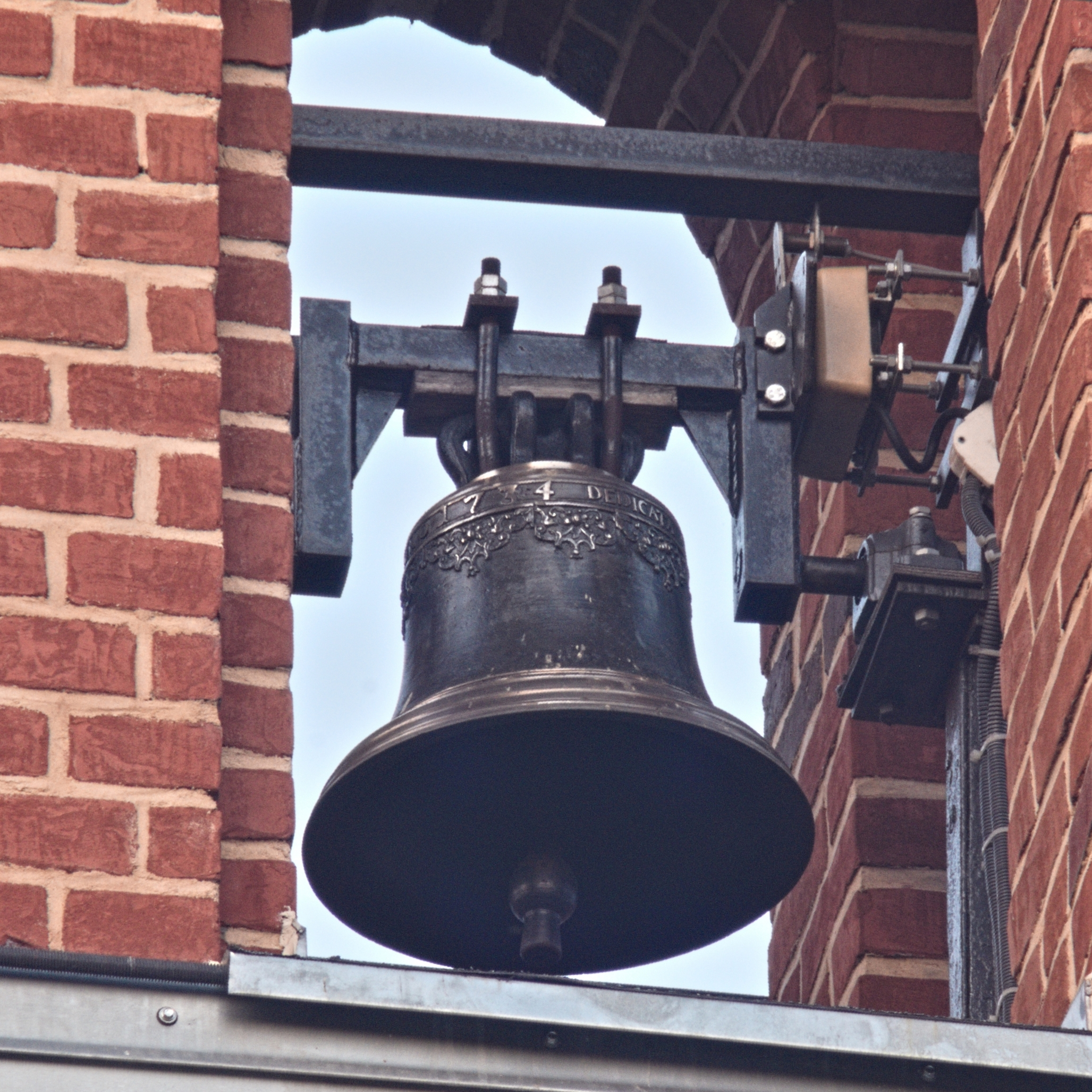
Nepomukglocke der Margarethenkirche
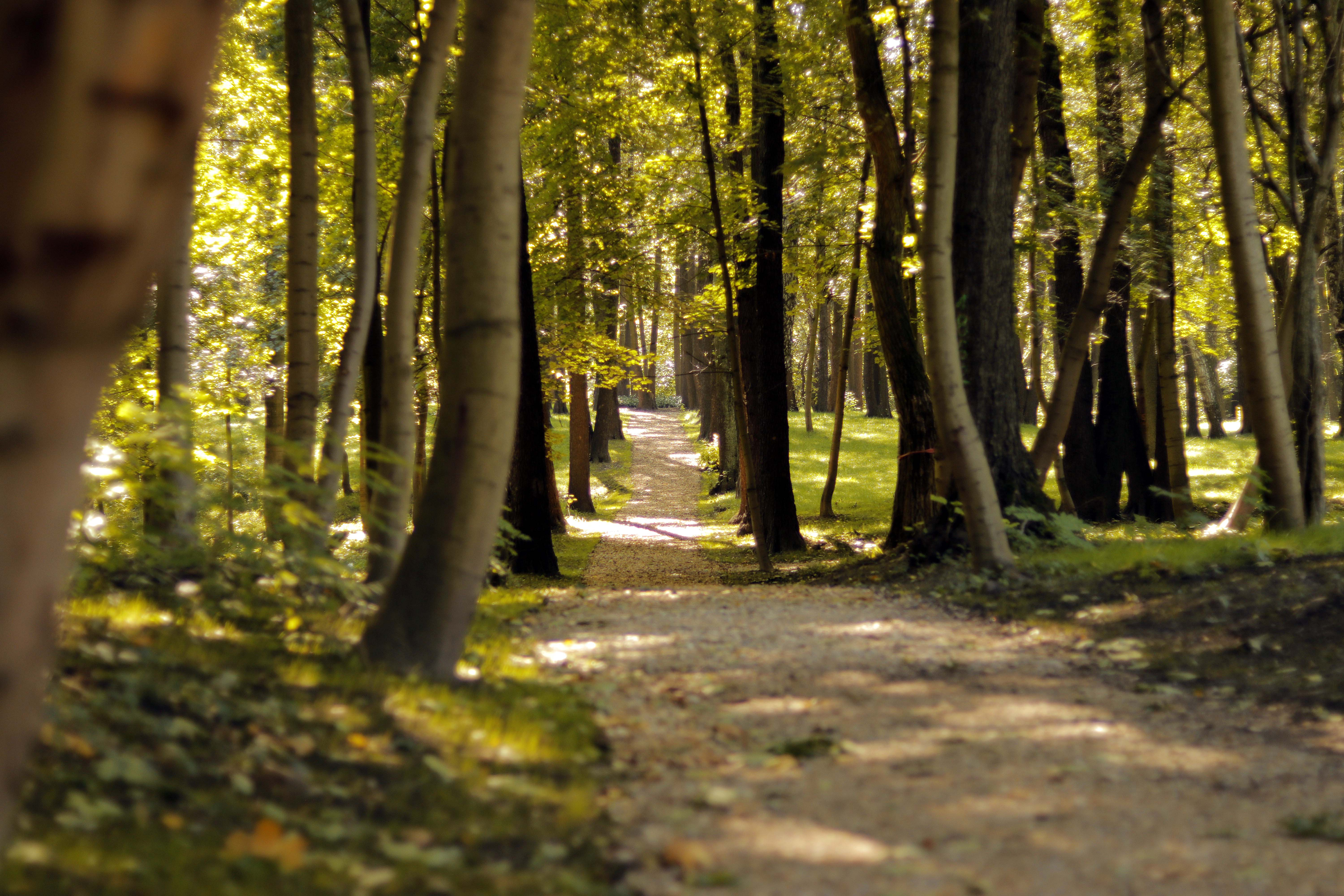
Der Park Fasan
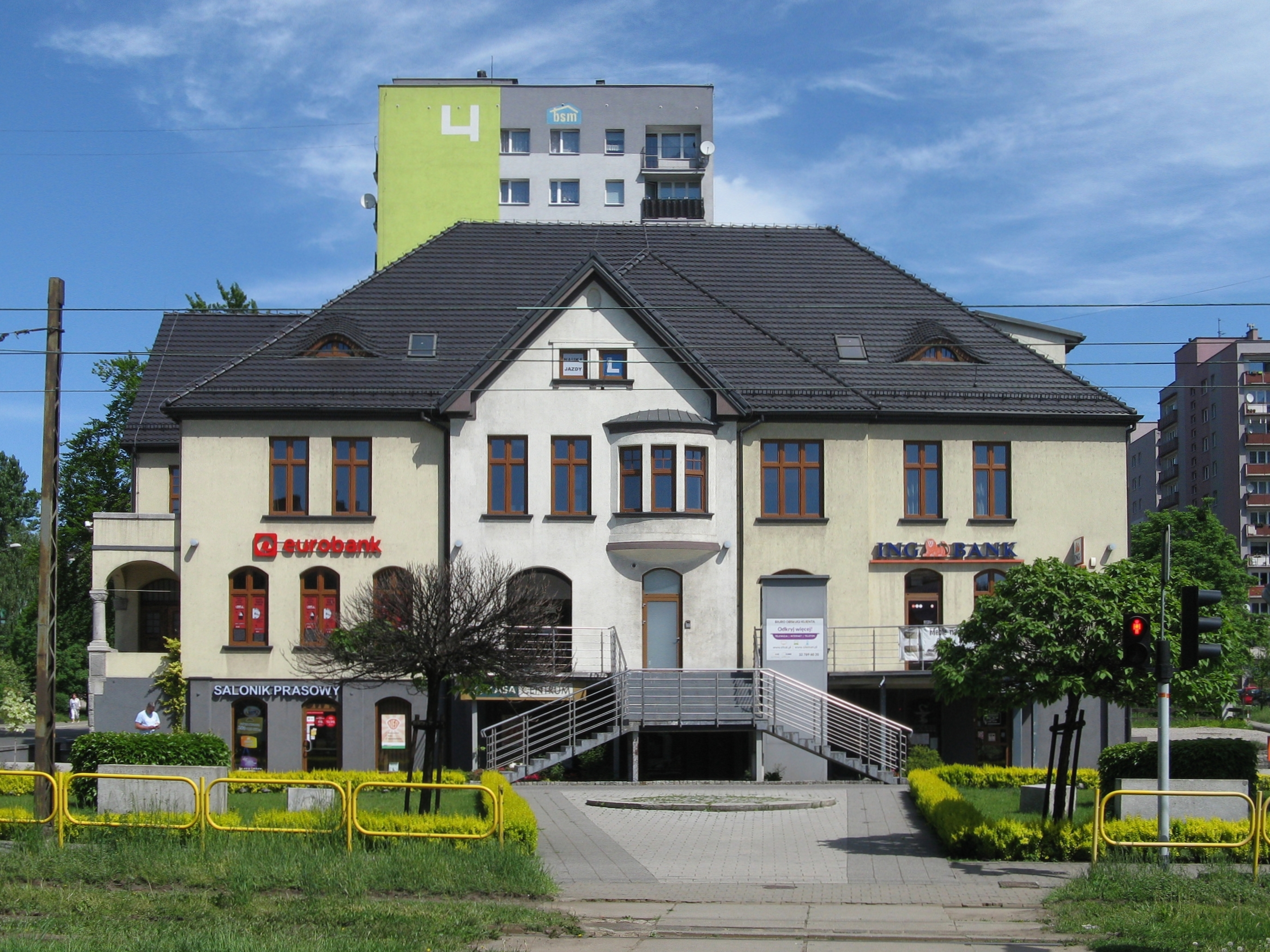
Das alte Rathaus

## Vereine
- GKS Szombierki Bytom

## Persönlichkeiten
- Johannes Schweter (* 1901; † 1985), deutscher Politiker (NSDAP)
- Carl-Heinz Stephan (1904–1989), deutscher Bergbaumanager